# Animal Friends
Animal Friends är en kommande amerikansk actionkomedifilm, som beräknas ha biopremiär i USA den 1 maj 2026. Filmen kommer att regisseras av Peter Atencio, från ett manus skrivet av Kevin Burrows och Matt Mider. I huvudrollerna syns skådespelare som Ryan Reynolds, Jason Momoa, Vince Vaughn, Aubrey Plaza, Addison Rae, Dan Levy, Eric André, Ellie Bamber, Rob Delaney, Peter Atencio och Lil Rel Howery.

## Rollista
| Ryan Reynolds      | – TBA   |
| Jason Momoa        | – TBA   |
| Vince Vaughn       | – TBA   |
| Aubrey Plaza       | – TBA   |
| Addison Rae        | – TBA   |
| Dan Levy           | – TBA   |
| Lil Rel Howery     | – TBA   |
| Ellie Bamber       | – Patsy |
| Joaquim de Almeida | – TBA   |
| Eric André         | – TBA   |
| Rob Delaney        | – TBA   |
| Peter Atencio      | – TBA   |